# WTA Tour Championships 1990
Il WTA Tour Championships 1990 è stato un torneo di tennis femminile che si è giocato al Madison Square Garden di New York negli USA dal 12 al 18 novembre su campi in sintetico indoor. È stata la 20ª edizione del torneo di fine anno di singolare, la 15a del torneo di doppio.

## Campionesse

### Singolare
Monica Seles ha battuto in finale  Gabriela Sabatini con il punteggio di 6–4, 5–7, 3–6, 6–4, 6–2

### Doppio
Kathy Jordan /  Elizabeth Sayers hanno battuto in finale  Mercedes Paz /  Arantxa Sánchez Vicario con il punteggio di 7–6(4), 6–4